# Lasberg
Lasberg är en ort och kommun i Österrike. Den ligger i distriktet Freistadt i förbundslandet Oberösterreich, 140 km väster om huvudstaden Wien. 
Kommunen består av 25 orter (Ortschaften) (inom parentes invånarantal 1 januari 2024):

- Am Berg (17)
- Edelhof (18)
- Edlau (136)
- Elz (170)
- Etzelsdorf (42)
- Grensberg (55)
- Grieb (17)
- Grub (162)
- Gunnersdorf (94)
- Harterleiten (5)
- Kronau (45)
- Lasberg (1 142)
- Manzenreith (117)
- Paben (108)
- Pilgersdorf (15)
- Punkenhof (61)
- Reickersdorf (55)
- Siegelsdorf (197)
- Stadtberg (29)
- Steinböckhof (83)
- Unterrauchenödt (12)
- Walchshof (264)
- Weinberg (17)
- Witzelsberg (35)
- Zelletau (6)